# Demetrio Camuzzi

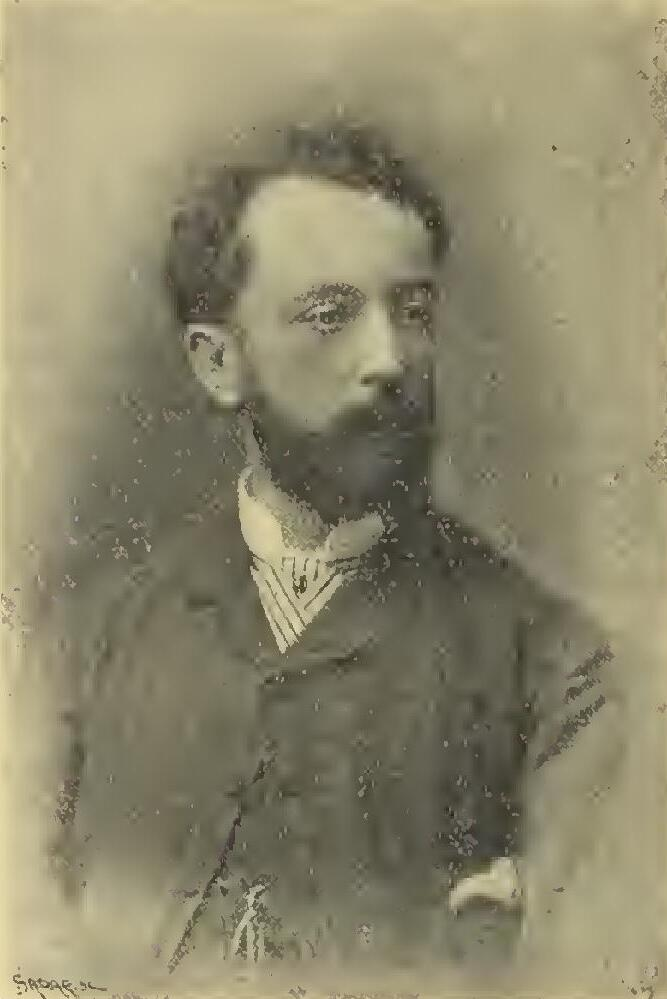
Demetrio Camuzzi

Demetrio Camuzzi (* 27. Juni 1858 in Montagnola; † 6. Juni 1899 in Lugano) war ein Schweizer Architekt und Politiker (Liberale).

## Leben

### Familie
Demetrio Camuzzis Familie kam ursprünglich aus Gottro bei Porlezza in der Lombardei. Sein Vater war der Architekt Agostino Camuzzi (* 1808; † 26. Februar 1870), der in Montagnola die Casa Camuzzi erbauen liess. Dieses Anwesen wurde von 1919 bis 1931 von Hermann Hesse bewohnt, der dort auch Siddhartha, Der Steppenwolf und Narziss und Goldmund ganz oder teilweise schrieb.
Sein Neffe war der Politiker Gaetano Donini.
Er war mit Matilde (geb. Oliviero) verheiratet; gemeinsam hatten sie einen Sohn.

### Werdegang
Demetrio Camuzzi besuchte das Gymnasium und das Lyzeum in Lugano sowie das Polytechnikum Zürich und studierte Architektur an der Universität Pavia und der Accademia di Belle Arti di Brera in Mailand.
Nach Beendigung des Studiums war er als Architekt in Montagnola tätig.

### Politisches Wirken
Demetrio Camuzzi war ein Freidenker.
Er gründete 1885 den Verein zur gegenseitigen Hilfe Società di Mutuo Soccorso dei Franchi Liberali della Collina d'Oro und kämpfte am äussersten linken Flügel der Liberalen Partei.
Demetrio Camuzzi war Präsident des liberalen Komitees der liberal-radikalen Partei von Lugano.
Er nahm, unter anderem gemeinsam mit Germano Bruni, am Tessiner Putsch vom 11. September 1890 teil, indem er die Landjäger auf der Gendarmerie entwaffnete und die Freiwilligen militärisch organisierte; hierfür wurde er 1891 in einem Gerichtsverfahren in Zürich angeklagt, jedoch freigesprochen.
Von 1892 bis 1895 war er Gemeindepräsident von Montagnola.
Er wurde 1892 Mitglied des Verfassungsrats, von 1893 bis 1895 Grossrat und von 1893 bis 1899 Nationalrat; in dieser Zeit übte er von 1895 bis 1899 das Amt des Regierungskommissärs von Lugano aus. Als Nationalrat folgte ihm Giovanni Lurati nach.
1897 war er, unter anderem gemeinsam mit Brenno Bertoni, Romeo Manzoni, Emilio Bossi und Francesco Chiesa, Gründungsmitglied der Tessiner Unione radicale-sociale ticinese, die sich für die Staatsschule, die Trennung von Kirche und Staat und die Lösung der sozialen Frage einsetzte.

## Mitgliedschaften
Demetrio Camuzzi gehörte den Freimaurern an und war Ehrenmitglied des Arbeitervereins.
Vor 1891 war er Präsident des Schützenvereins.